# بيو سيرف لتقنيات الفضاء
شركة بيو سيرف لتقنيات الفضاء BioServe Space Technologies هو معهد أبحاث تابع لجامعة كولورادو في بولدر، كولورادو. منذ تأسيسها في عام 1987، تركز على تطوير أبحاث وأجهزة علوم الحياة في الجاذبية الصغرى.  كبير العلماء الحالي هو البروفيسور. لويس ستوديك ومدير المركز السيدة ستيفاني كونتريمان   قامت بيو سيرف لتقنيات الفضاء بتصميم وبناء ونقل أكثر من 50 حمولة مختلفة في أكثر من 85 مهمة طيران فضائية بما في ذلك مكوك الفضاء ومحطة الفضاء الدولية ومير وسيوز و Progress ومؤخراً كبسولة سبيس إكس والتنين ومركبة الفضاء المدارية سيغنوس .  في عام 2011، تم اختيار BioServe ليكون المطور الرسمي لحمولة معمل YouTube Space Lab وهي مسابقة حيث كان الطلاب قادرين على اقتراح أبحاث الجاذبية الدقيقة وستقوم بيو سيرف بتطوير أجهزة التجربة الخاصة بالفائز وتنفيذ جميع تكامل المهام وأعمال العمليات.  كانت بيو سيرف لتقنيات الفضاء أيضًا مصممة لجهاز المعالجة الحيوية التجارية العامة (CGBA) وهي حاضنة يتم التحكم في درجة حرارتها للتجارب على الخلايا والميكروبات والنباتات المستخدمة حاليًا في محطة الفضاء الدولية. 

## روابط خارجية
- الموقع الرسمي
- قناة يوتيوب